# Sahnūn ibn Saʿīd
Sahnūn ibn Saʿīd at-Tanūchī سحنون بن سعيد التنوخي, DMG Saḥnūn b.Saʿīd at-Tanūḫī (geb. 776 in Qairawān; gest. 854 ebenda) führte die malikitische Rechtsschule (Madhhab) des Schulgründers Mālik ibn Anas in Nordafrika ein und begünstigte ihre Ausbreitung bis nach al-Andalus. 

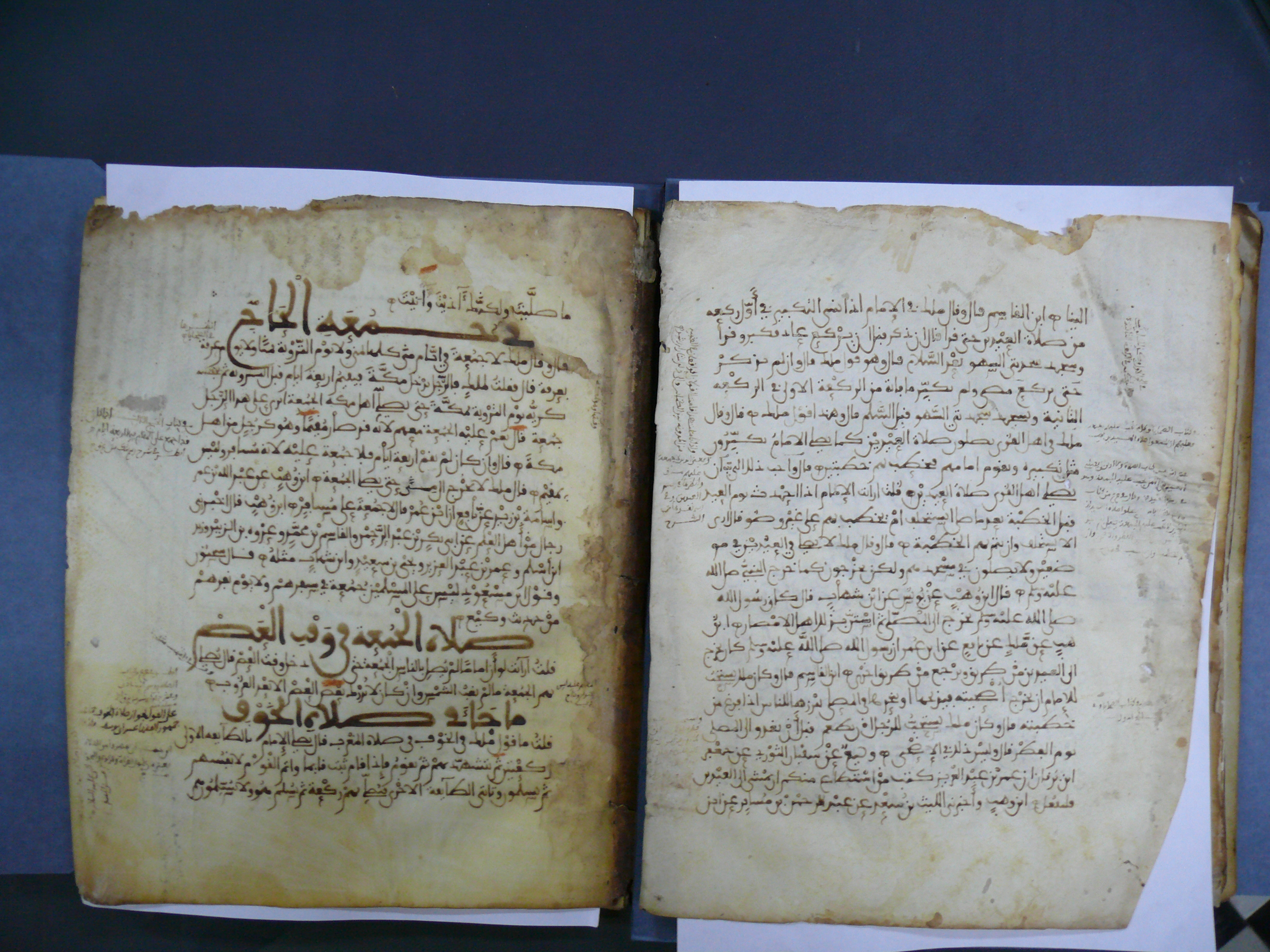
Doppelblatt aus der Mudawwana, mit Glossen. Pergament, 11. Jahrhundert

Auf seiner Studienreise in den islamischen Osten, die 16 Jahre dauerte, studierte er bei den Schülern des Mālik ibn Anas in Ägypten, Syrien und in Medina. 806 kehrte er nach Qairawān zurück und behauptete sich als Haupt der malikitischen Rechtsprechung neben den Hanafiten, die in der Stadt, vor allem im Gelehrtenkreis von Asad ibn al-Furāt al-Harrānī, tonangebend waren, erfolgreich. 
In seinen letzten Lebensjahren war er Oberqādī der Stadt und bekleidete damit das höchste Amt im juristischen Leben Nordafrikas.

## Mudawwana
Sein Lebenswerk ist die Mudawwana, die Zusammenfassung der medinensisch-ägyptischen Rechtslehre der malikitischen Rechtsschule, die in der schriftlichen Überlieferung seiner Schüler Verbreitung fand. Nach dem gegenwärtigen Forschungsstand hat Sahnūn keine Edition letzter Hand hinterlassen. Sein Werk lebte in diversen Abschriften und in unterschiedlichen Anordnungen weiter, die in der Folgezeit mehrfach kommentiert wurden. Es ist erstmals 1905–1906 in Kairo gedruckt worden. Miklos Muranyi vermutet, dass diese Erstausgabe auf einer Handschrift in Privatbesitz aus Fès beruht, die in der Folgezeit verschwand und über die heutzutage nichts bekannt ist. 2002 erschien in den Vereinigten Arabischen Emiraten eine Neuausgabe, die nicht auf der Erstausgabe von 1905 beruht.
Sein Grab außerhalb der Stadtmauer von Qairawān wird an islamischen Festtagen heute noch aufgesucht.